# كارل ديلر
كارل ديلر هو سياسي ألماني، ولد في 27 يناير 1941 في كايسرسلاوترن في ألمانيا. نشط حزبياً في الحزب الديمقراطي الاجتماعي الألماني. وقد انتخب سكرتير برلماني في ألمانيا ‏ وزارة المالية الاتحادية (1998 – 2009) وانتخب عضو مجلس الشورى الموحد في راينلاند بالاتينات ‏ وانتخب عضو في البوندستاغ الألماني خلال فترته النيابية ‏ (18 فبراير 1987 – 20 ديسمبر 1990).

## وصلات خارجية
- كارل ديلر على موقع مونزينجر (الألمانية)